# Blue Eagles

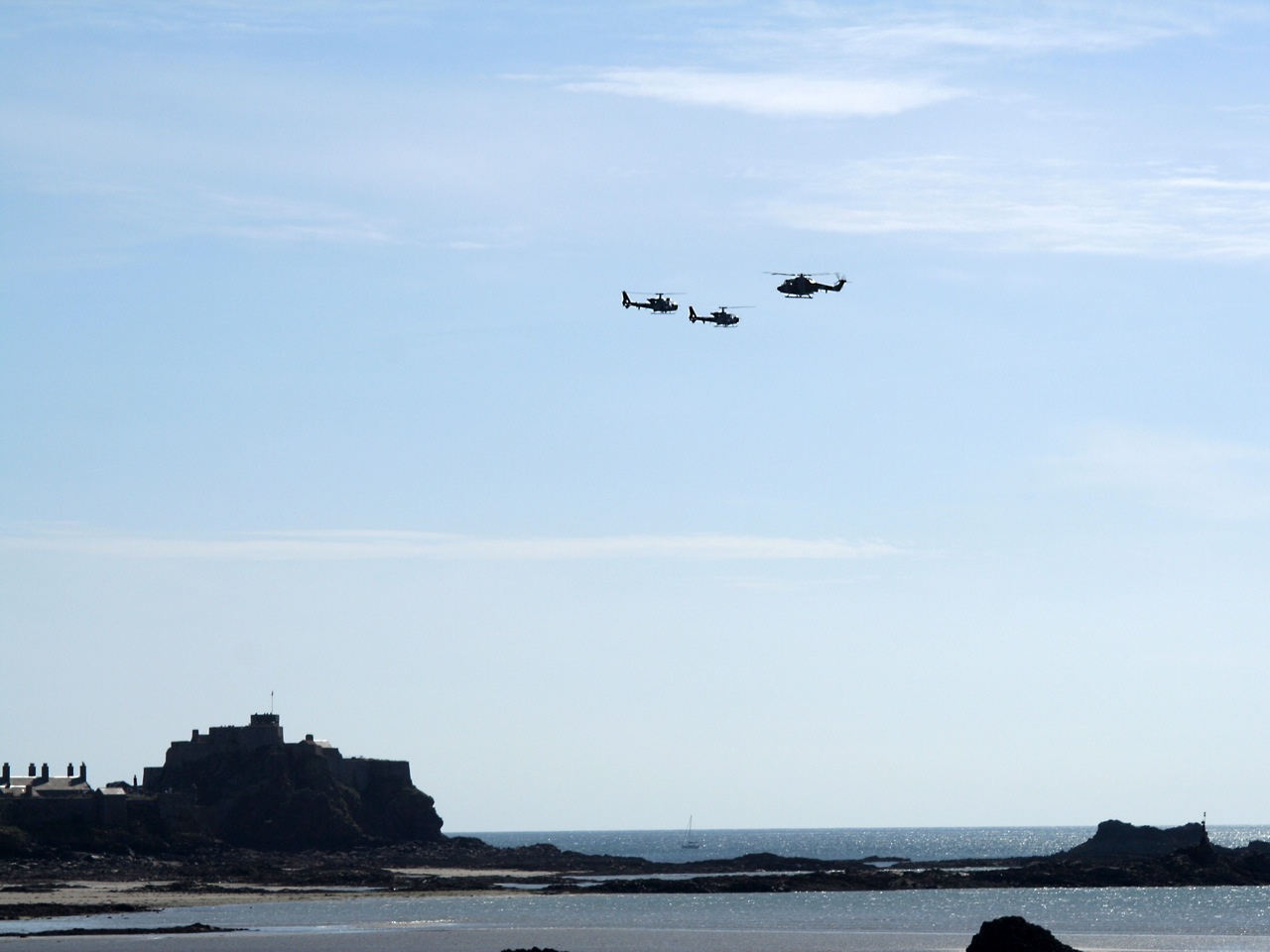
Die Blue Eagles während einer Vorführung. (2006)

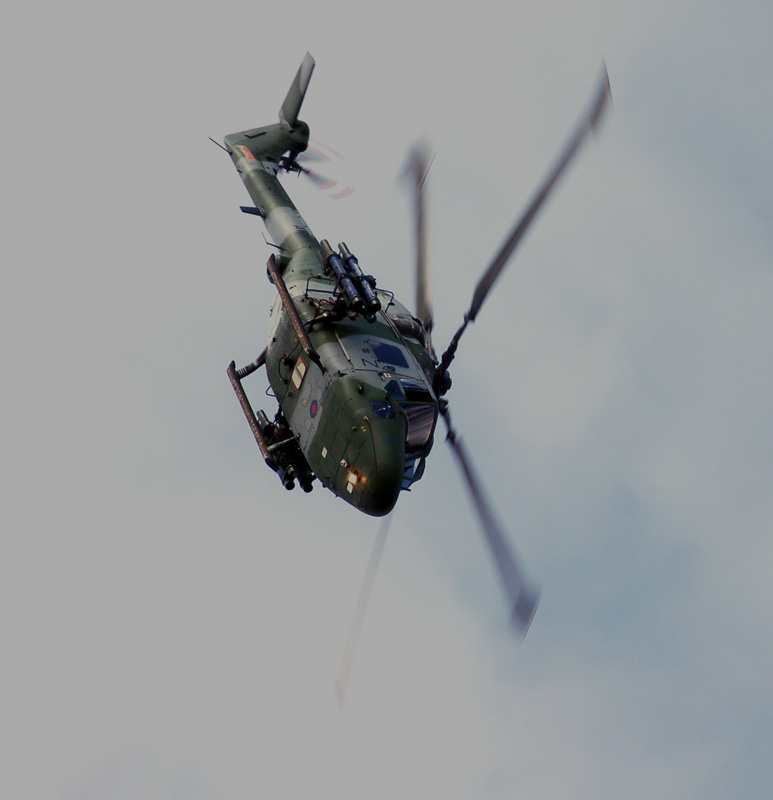
Ein Lynx AH7 während der Yorkshire Air Show 2006.

Die Blue Eagles (dt. übersetzt: Blaue Adler) sind eine Kunstflugstaffel des Army Air Corps, der Heeresflieger der British Army. Sie sind eines der wenigen Teams, die Helikopter-Kunstflug vorführen.

## Geschichte
Die Blue Eagles wurden 1968 in Middle Wallop, einem Stützpunkt des Army Air Corps in Hampshire, gegründet. Zu Beginn flog die Staffel die Bell 47. Aus Kostengründen wurden die Blue Eagles jedoch kurz nach ihren ersten großen Auftritten 1974 wieder aufgelöst. Daraufhin führten einige Freiwillige die Staffel in ihrer Freizeit, aber auf Maschinen der Armee, fort. Das Team wechselte im Laufe der Jahre mehrfach seinen Namen, unter anderem in Silver Eagles und Army Eagles. 1994 gewannen sie unter ersterem Namen das prestigeträchtige  Wilkinson Sword für die beste Kunstflugdarbietung eines Teilnehmers aus dem Vereinigten Königreich auf dem Royal International Air Tattoo.
Erst 1996 durften die Piloten wieder den traditionellen Namen Blue Eagles annehmen. Die Staffel besteht heute aus vier Aérospatiale SA 341/342 und einem Westland Lynx. Ab der Saison 2009 aus Apache AH1 und Lynx AH7.